# آیا اصلاً امکان دارد که من به شما دروغ بگویم؟
آیا اصلاً امکان دارد که من به شما دروغ بگویم؟ (انگلیسی: Would I Lie to You?) یک بازی-نمایش کمدی بریتانیایی است که به‌وسیله زپوترون برای بی‌بی‌سی ساخته و از کانال بی‌بی‌سی وان پخش می‌شود. این نمایش اولین بار در تاریخ ۱۶ ژوئن ۲۰۰۷ با حضور دیوید میچل و لی مک در نقش کاپیتان‌های دو تیم رقیب پخش شد. در ابتدا انگس دیتون این نمایش را اجرا می‌کرد و از سال ۲۰۰۹ اجرای آن به‌عهده راب برایدون است.

## تاریخچه
این نمایش در سال‌های ۲۰۰۷ و ۲۰۰۸ به‌وسیله انگس دیتون اجرا شد و سپس راب برایدون که در سری دوم مهمان نمایش بود از سال ۲۰۰۹ مجری شد.
طنزپردازان دیوید میچل و لی مک کاپیتان‌های دو تیم حاضر در بازی هستند. لی مک در برنامه آلن کار: مرد وراج مورخ ۱۹ سپتامبر ۲۰۱۴ گفت که آلن کار در نسخه پایلوت کاپیتان یکی از تیم‌ها بوده است اما پیشنهاد حضور در قسمت‌های بعدی را رد کرده است. در هر قسمت دو سلبریتی به هر تیم ملحق می‌شود. تیم‌ها به‌صورت زیر با هم رقابت می‌کنند: هر بازیکن یک مطلب غیرمعمولی را مطرح می‌کند که ممکن است حقیقت یا دروغ باشد. تیم مقابل باید آن مطلب را بررسی کند و حقیقت یا دروغ بودن آن را تشخیص دهد. 

## نقش‌آفرینان

### مهمان‌ها
لیست زیر افرادی که چندین بار به‌عنوان مهمان در برنامه حضور داشته‌اند را نشان می‌دهد. این لیست شامل افرادی که در قسمت‌های هنوز پخش‌نشده مجموعه ۱۶ حضور داشته‌اند نیز می‌شود. 
| ۱۱ حضور - باب مورتیمر ۱۰ حضور - ریچارد عثمان ۹ حضور - جو برند - راد گیلبرت ۷ حضور - جیسون منفرد - کلودیا وینکلمن ۶ حضور - مایلز جاپ - گبی لوگان - هنینگ ون | ۵ حضور - گرگ دیویس - میراندا هارت - استیون منگن - سارا میلیکان ۴ حضور - جیمی کار - مل گیدروک - الکس جونز - کریس مککازلند - دارا او برین - سارا پسکو - جان ریچاردسون - جاش ویدیکم | ۳ حضور - جیمز آکاستر - کلیر بالدینگ - فرانکی بویل - هیو دنیس - راسل هاورد - جو لایست - جک وایتهال |

## قسمت‌ها
لیست مجموعه‌ها و اطلاعات مربوط به آن‌ها در جدول زیر آمده است. رنگ هر ردیف نتیجه هر مجموعه را به‌صورت زیر مشخص می‌کند:
  تیم دیوید در این مجموعه پیروز شده است.
  تیم لی در این مجموعه پیروز شده است.
  نتیجه مسابقات در این مجموعه تساوی بوده است.

### مجموعه‌ها
| مجموعه‌ها | تاریخ شروع      | تاریخ اتمام     | قسمت‌ها |
| -------- | --------------- | --------------- | ------ |
| ۱        | ۱۶ ژوئن ۲۰۰۷    | ۲۸ ژوئیه ۲۰۰۷   | ۶      |
| ۲        | ۱۱ ژوئیه ۲۰۰۸   | ۲۹ اوت ۲۰۰۸     | ۸      |
| ۳        | ۱۰ اوت ۲۰۰۹     | ۲۸ سپتامبر ۲۰۰۹ | ۸      |
| ۴        | ۲۳ ژوئیه ۲۰۱۰   | ۱۰ سپتامبر ۲۰۱۰ | ۸      |
| ۵        | ۹ سپتامبر ۲۰۱۱  | ۲۸ اکتبر ۲۰۱۱   | ۸      |
| ۶        | ۱۳ آوریل ۲۰۱۲   | ۲۲ ژوئن ۲۰۱۲    | ۸      |
| ۷        | ۳ مه ۲۰۱۳       | ۲۸ ژوئن ۲۰۱۳۳   | ۸      |
| ۸        | ۱۲ سپتامبر ۲۰۱۴ | ۸ ژانویه ۲۰۱۵   | ۸      |
| ۹        | ۳۱ ژوئیه ۲۰۱۵   | ۱۳ ژانویه ۲۰۱۶  | ۸      |
| ۱۰       | ۲ سپتامبر ۲۰۱۶  | ۲۱ اکتبر ۲۰۱۶   | ۸      |
| ۱۱       | ۲۰ نوامبر ۲۰۱۷  | ۱۹ ژانویه ۲۰۱۸  | ۸      |
| ۱۲       | ۱۲ اکتبر ۲۰۱۸   | ۸ ژانویه ۲۰۱۹   | ۸      |
| ۱۳       | ۱۸ اکتبر ۲۰۱۹   | ۷ فوریه ۲۰۲۰    | ۹      |
| ۱۴       | ۸ ژانویه ۲۰۲۱   | ۱ مارس ۲۰۲۱     | ۹      |
| ۱۵       | ۷ ژانویه ۲۰۲۲   | ۴ مارس ۲۰۲۲     | ۹      |
| ۱۶       | ۶ ژانویه ۲۰۲۳   | ۳ مارس ۲۰۲۳     | ۹      |